# 임란 모하메드
임란 모하메드(Imran Mohamed, 1980년 12월 18일 ~ )는 현역 시절 골키퍼로 활약한 몰디브의 전직 축구 선수로 몰디브 대표팀 역사상 국제 A매치 최다 출전 기록 보유자이며 FIFA 센추리클럽에 가입되어 있는 유일한 몰디브 선수이기도 하다.

## 클럽 경력
1999년 클럽 이글스에서 데뷔한 이래 2019년까지 20년동안 자국 리그인 디베히 리그에서만 활동했고 이 가운데 커리어에 비해 가장 오랫동안 뛰었던 팀은 빅토리 SC로 2002년부터 2008년까지 활약하며 디베히 리그와 말레 리그 각각 1회 우승, 몰디브 FA컵 2회 우승, 몰디브 컵위너스컵 2회 우승을 거머쥐었다.

## 국가대표팀 경력
클럽 이글스 소속이던 2000년 3월 31일 이란과의 2000년 AFC 아시안컵 예선 2조 1차전에서 몰디브 A대표팀 소속으로 국제 A매치 데뷔전을 치른 후 2016년까지 A매치 110경기에 출전하며 2003년 SAFF 챔피언십 준우승, 2005년 SAFF 챔피언십 3위, 2008년 SAFF 챔피언십 우승, 2009년 SAFF 챔피언십 준우승, 2014년 AFC 챌린지컵 3위, 2015년 SAFF 챔피언십 3위 그리고 몰디브 축구 역사상 첫 아시안컵 최종 예선 진출 등을 이끌었으며 라오스와의 2019년 AFC 아시안컵 예선 플레이오프 2라운드 2차전을 끝으로 국가대표팀 은퇴를 선언했다.
그리고 2002년 아시안 게임에서는 몰디브 U-23 대표팀의 일원으로 참가했고 2006년과 2010년 아시안 게임에서는 U-23 대표팀의 와일드카드로 참가하여 이 중 2010년 대회에서 같은 남아시아팀이자 최약체팀인 파키스탄과 3번의 아시안 게임에서 4강에 올랐던 동남아시아의 강호 태국을 상대로 몰디브 축구 역사상 아시안 게임 최초의 승점 획득(2점)을 이끌었다.

## 수상

### 국가대표팀
몰디브
- SAFF 챔피언십 : 우승 (2008), 준우승 (2003, 2009), 3위 (2015)
- AFC 챌린지컵 : 3위 (2014)

## 같이 보기
- A매치 100경기 이상 출전한 축구 선수 명단